# 미쓰에촌 (야마나시현)
미쓰에촌(三恵村)은 야마나시현 나카코마군에 있던 촌이다. 현재의 미나미알프스시에 해당한다.

## 역사
- 1875년 2월 - 야마나시군 5개 촌이 합병해 오쿠노다촌이 성립하였다.
- 1878년 7월 22일 - 군구정촌편직법에 의해 히가시야마나시군에 소속되었다.
- 1889년 7월 1일 - 정촌제 시행에 의해 미쓰에촌이 단독으로 지자체를 형성하였다.
- 1954년 3월 10일 - 가가미나카조촌, 도다촌과 합병해 와카쿠사촌이 성립하여, 동일 미쓰에촌은 폐지되었다.

## 참고문헌
- 角川日本地名大辞典 19 山梨県